# Репьевка (Чишминский район)
Репьевка (баш. Репьевка) — деревня в Чишминском районе Республики Башкортостан Российской Федерации. Входит в состав Ибрагимовского сельсовета. 

## География

### Географическое положение
Расстояние до:
- районного центра (Чишмы): 35 км,
- центра сельсовета (Ибрагимово): 5 км,
- ближайшей ж/д станции (Чишмы): 35 км.

## Население
| 2002 | 2009 | 2010 |
| ---- | ---- | ---- |
| 31   | ↗33  | ↘21  |

Национальный состав
Согласно переписи 2002 года, преобладающие национальности — русские (71 %), татары (26 %).